# Міжнародний альянс атеїстів

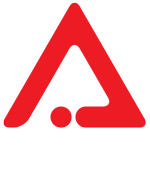
Символ організації

Міжнародний альянс атеїстів — всесвітня федерація атеїстичних організацій і атеїстів, яка прагне до освіти громадськості про атеїзм, секуляризм і пов'язаних з цим питаннях. МАА був заснований в 1991 році.

## Основні цінності альянсу
МАА був заснований в 1991 році як, Атеїстичний  альянс, союз чотирьох американських груп атеїстів. Згодом Атеїстичний альянс розширився, додавши регіональні й міжнародні групи, і у 2001 році змінив свою назву на Міжнародний альянс атеїстів. У 2010 і 2011 члени ухвалили поділ американського і міжнародного сегментів МАА в окремі організації, щоб пристосувати різні стратегічні інтереси кожної групи. Американська група була перейменована в Атеїстичний альянс Америки; міжнародна група зберегла первинну назву МАА, але прийняла нові підзаконні акти й нову організаційну структуру. Запуск недавно реорганізованого МАА пройшов на всесвітній атеїстичній Конвенції в Дубліні 3 червня 2011 року.
У 2013 році МАА був наданий спеціальний консультативний статус в Організації Об'єднаних Націй. ,

У 2017 році Рада AAI вирішила зробити більший акцент на безпосередній підтримці атеїстів у всьому світі, яких виключають, зневажають, дискримінують та криміналізують.У лютому 2020 року Майкла Шерлока прийняли на посаду виконавчого директора Atheist Alliance International.

Cимвол атеїста, результат конкурсу альянсу в 2007 році, створено Дайан Рід.

## Просвіта
Просвіта — ключовий напрямок діяльності Міжнародного альянсу атеїстів. МАА допомагає своїм членам і громадськості здобувати нові знання:
- Публікуючи новини на тему атеїзму і секуляризму на сайті Альянсу і в ЗМІ;
- Видаючи журнал Secular World і інформаційний бюлетень Imagine !;
- Плануючи з'їзди атеїстів спільно з місцевими національними групами, надаючи їм можливість слухати доповіді як видних, так і початківців ораторів;
- Сприяючи створенню нових організацій атеїстів, в першу чергу в країнах, що розвиваються;
- Спонсоруючи освітні програми, такі, як відкриття школи Гуманістики в місті Касесе (Уганда)

## Основні цінності альянсу
1. Розумне і раціоналістичний мислення. Розумне і раціоналістичний мислення - фундамент для прийняття логічних рішень, необхідний для подолання проблем, що постають перед людством.
2. Наука й емпіризм. Науковий метод - найбільш досконалий на цей час інструмент для пошуку істини та розуміння нашого світу. Ми формуємо наші судження на версіях, підкріплених доказами, і міняємо наші судження, якщо з'являються нові дані.
3. Співчуття. Людське співчуття і емпатія служать базою для соціальної співпраці, яка йде на користь всім людям.
4. Цілеспрямованість. Це життя - єдина, яку має кожен з нас, і ми повинні використовувати її для чогось значного.
5. Свобода. Всі люди мають право на свободу від дискримінації на основі статі, сексуальної орієнтації, кольору шкіри, національності й обмежених здібностей. Всі люди мають право на свободу совісті. МАА повністю підтримує цінності, викладені у Загальній Декларації Прав Людини.
6. Відповідальність. Кожна людина - частина світової спільноти й несе відповідальність за гуманну взаємодію з іншими людьми або тваринами й за збереження нашої планети. [3]